# 東勝熊
東 勝熊（ひがし かつくま、1881年〈明治14年〉 - ?）とは、アメリカ合衆国、フランス、ドイツを渡り歩き、柔術の伝播に貢献した柔術家である。

## 経歴
薩摩国串木野の生まれである。衆議院議長や文部大臣を務めた政治家、長谷場純孝の甥。
9歳から柔術を学び始めたが、流派は不明。東の師は「ホシノ」と「ツツミマサオ」である。「ホシノ」は、四天流の星野九門とする説がある。
故郷を出て同志社英学校（現在の同志社大学）に入学し、卒業。その後、アメリカに渡ってマサチューセッツ州のモンソンアカデミー、さらにイェール大学に進む。当時のアメリカでは柔術が注目を集めており、有名人になった東はアーヴィング・ハンコック（H. Irving Hancock）との共著で柔術解説書『The Complete Kano Jiu-Jitsu』を刊行する。題名に「Kano Jiu-Jitsu（嘉納柔術）」とあるが、紹介されている技は全て古流で嘉納治五郎の講道館とは無関係である。商売に嘉納の名を利用したものだといわれている。アメリカではレスリングとの異種格闘技戦を複数回行った後、フランス、次いでドイツに移る。ドイツで柔術家としての活動を終え、ベルリン大学に通いながら現地の日本人との交流を深めた。劇作家・中村吉蔵がアメリカ・ヨーロッパを訪れた際の記録『欧米印象記』にはベルリンの日本人クラブを取り仕切る人物として東が登場する。
1912年（明治45年）頃、日本に帰国。1921年（大正10年）にはメキシコ産原油の輸入・精製会社として日本国際石油株式会社を設立するも、事業を開始できぬまま失敗し多額の負債を抱えた。その後、本多維富の詐欺事件に関与し有罪判決を受けている。